# Zhou Yuelong
Pour les articles homonymes, voir Zhou.
Dans ce nom chinois, le nom de famille, Zhou, précède le nom personnel Yuelong.
Zhou Yuelong est un joueur professionnel de snooker né le 24 janvier 1998 à Chengdu, en Chine.
Passé professionnel en 2014, à l'âge de 15 ans, Zhou était alors considéré comme l'un des joueurs les plus prometteurs dans sa catégorie d'âge. Il compte pour le moment trois finales dans des tournois comptant pour le classement, qu'il a toutes perdu ; le Masters d'Europe 2020 face à Neil Robertson, le Snooker Shoot-Out 2020 contre Michael Holt et l'Open d'Irlande du Nord 2022 opposé à Mark Allen. Son meilleur classement à ce jour est une 17e place mondiale, atteinte en de février à mars 2021.
Zhou est surnommé « Jumping Dragon » et « Chengdu Chalktime ».

## Carrière

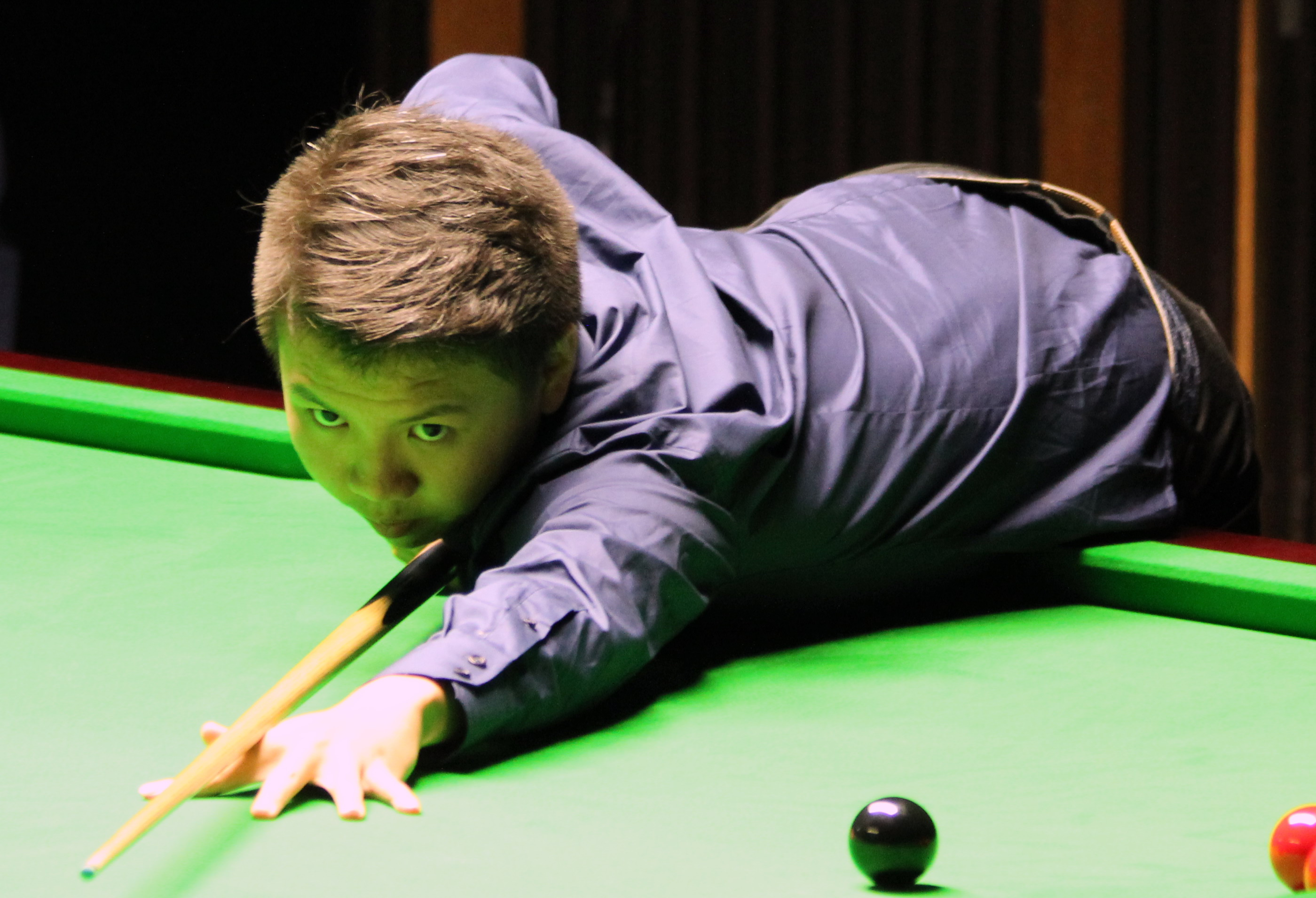
Zhou Yuelong au Classique Paul Hunter en 2015.

### Débuts prometteurs sur le circuit professionnel (2014-2016)
Professionnel depuis 2014, Zhou remporte en 2013 le championnat du monde amateur, à l'âge de 15 ans. En 2015, à 17 ans, il est sacré à la coupe du monde de snooker à Wuxi, aux côtés de son partenaire, Yan Bingtao, les deux représentant l'équipe de Chine B. En finale, ils s'imposent face à l'équipe d'Écosse, représentée par l'ancien champion du monde, John Higgins et Stephen Maguire, vainqueur de cinq tournois classés en carrière. 
Lors de l'Open du pays de Galles au mois de février 2016, Zhou Yuelong se montre assez impressionnant : il ne concède que deux manches pour atteindre son premier quart de finale en tournoi classé. Zhou est toutefois dominé par l'Écossais Scott Donaldson, 5-0. Quelques semaines après cette performance, il remporte trois matchs lors des qualifications du championnat du monde de snooker 2017, et se qualifie dans le grand tableau pour la première fois de sa carrière. Zhou Yuelong y est opposé à son compatriote Ding Junhui au premier tour, et s'incline par 10-5. En fin de saison 2016-2017, Zhou perce pour la première fois dans le top 32 du classement mondial.
En 2017, il atteint les demi-finales au Masters d'Europe, seulement battu par Stuart Bingham, 6-4. Zhou Yuelong est également quart de finaliste au championnat de Chine. Au cours du tournoi, Zhou élimine le no 1 mondial, Mark Selby, à la manche décisive. Le 29 mars 2018, il dispute sa première finale sur le circuit professionnel au championnat de la ligue, tournoi non classé, où il s'incline à la manche décisive face à John Higgins. 
Au cours de l'Open d'Inde 2019, il réalise son premier break de 147 dans une compétition professionnelle. Au championnat du monde 2019, alors issu des qualifications, il réussit à éliminer le no 7 mondial Mark Allen au premier tour, puis s'incline en huitièmes de finale face à Ali Carter. 

### Premières finales classées (depuis 2020)
Le 26 janvier 2020, il dispute sa toute première finale dans un tournoi classé, le Masters d'Europe. Après s'être offert des victoires prestigieuses face à Mark Williams (no 3 mondial), Barry Hawkins (no 11) et Gary Wilson (no 18), il est sèchement battu par l'Australien Neil Robertson, sur le score de 9 manches à 0,. D'ailleurs, il ne s'agissait que de la deuxième fois dans l'histoire qu'un tel score était enregistré en finale d'un tournoi classé. Seulement un mois après cette performance, Zhou participe à une nouvelle finale classée, à l'occasion du Snooker Shoot-Out, où il est battu par l'Anglais Michael Holt,. 
Après un quart de finale à l'Open d'Angleterre (octobre 2020), Zhou se distingue lors du deuxième évènement le plus en vue de l'année derrière le championnat du monde ; le championnat du Royaume-Uni. Il y domine John Higgins puis Jack Lisowski pour rejoindre le dernier carré, où il est défait par Neil Robertson. À la fin de la saison 2020-2021, le Chinois pointe au meilleur classement de sa carrière, 17e. L'année suivante, il est également quart de finaliste à l'Open de Grande-Bretagne.  
Pour sa troisième finale de classement à l'Open d'Irlande du Nord, Zhou est balayé par Mark Allen (9-4), alors qu'il menait 4-1.

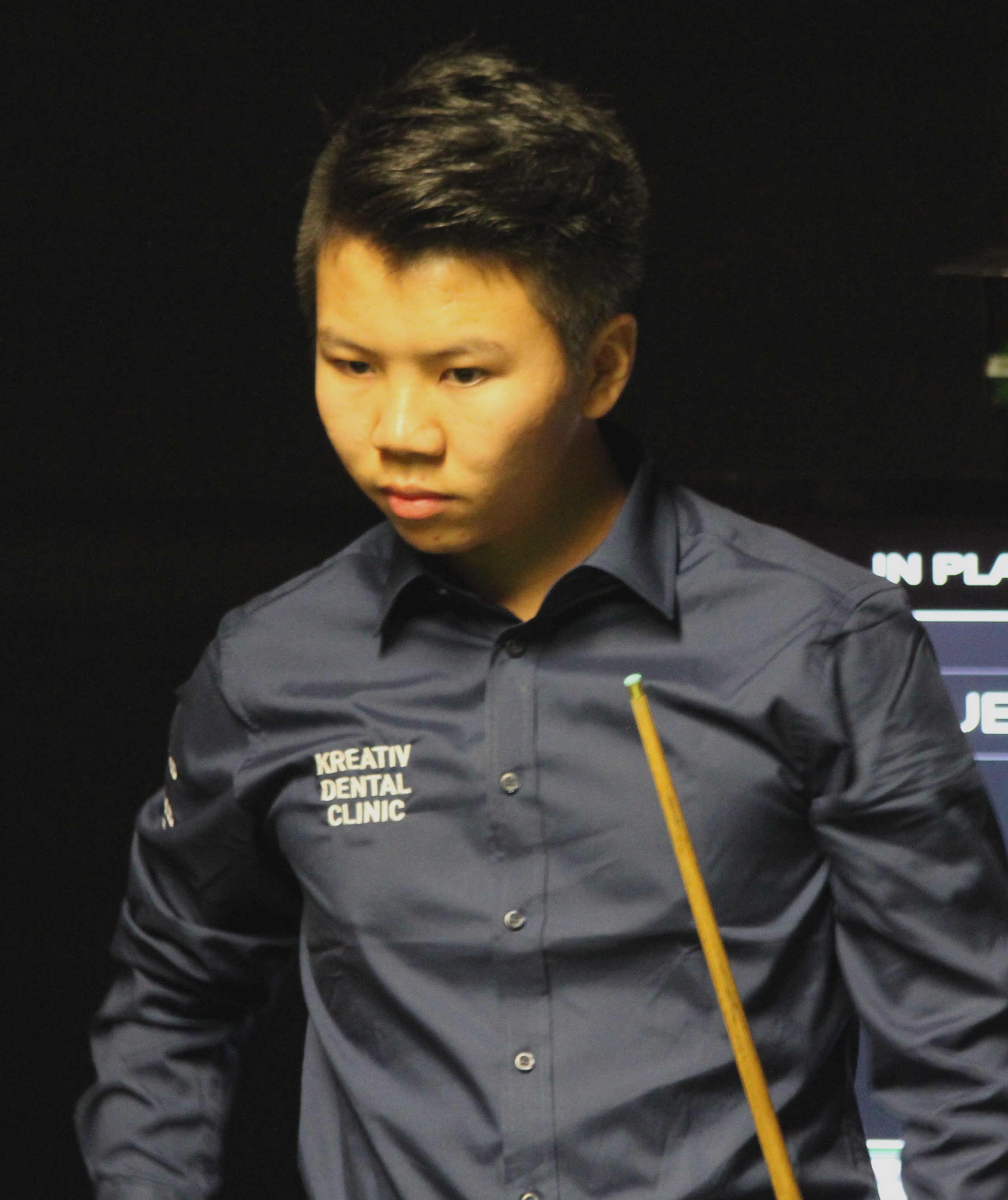
Zhou Yuelong (2015)

## Palmarès
| Légende | Catégorie                      | Titres                         | Finales                        |
|         | Tournois classés               | 0                              | 3                              |
|         | Tournois non classés           | 0                              | 1                              |
|         | Tournois en équipes            | 2                              | 2                              |
|         | Tournois pro-am                | 1                              | 0                              |
|         | Tournois amateurs              | 1                              | 1                              |
| Gras    | Tournois de la triple couronne | Tournois de la triple couronne | Tournois de la triple couronne |

### Titres
| Saison    | Nom du tournoi               | Lieu       | Finaliste                   | Score | Tableau |
| 2013      | Championnat du monde amateur | Daugavpils | Zhao Xintong                | 8-4   |         |
| 2015-2016 | Coupe du monde               | Wuxi       | Écosse                      | 4-1   | Tableau |
| 2018      | Open international de Zibo   | Zibo       | Yan Bingtao                 | 5-2   |         |
| 2018-2019 | Masters de Macao             | Macao      | Williams, Perry, Fu et Anda | 5-1   | Tableau |

### Finales
| Saison    | Nom du tournoi                                   | Lieu       | Finaliste       | Score | Tableau |
| 2013      | Championnat du monde amateur des moins de 21 ans | Daugavpils | Lu Ning         | 4-9   |         |
| 2017-2018 | Challenge Chine - Grande-Bretagne                | Shenzhen   | Grande-Bretagne | 9-26  | Tableau |
| 2017-2018 | Championnat de la ligue                          | Coventry   | John Higgins    | 2-3   | Tableau |
| 2019-2020 | Coupe du monde                                   | Wuxi       | Écosse          | 0-4   |         |
| 2019-2020 | Masters d'Europe                                 | Dornbirn   | Neil Robertson  | 0-9   | Tableau |
| 2019-2020 | Snooker Shoot-Out                                | Watford    | Michael Holt    | 0-1   | Tableau |
| 2022-2023 | Open d'Irlande du Nord                           | Belfast    | Mark Allen      | 4-9   | Tableau |